# Rhein Fire (ELF)
Rhein Fire ist ein American-Football-Team der European League of Football (ELF) mit Sitz in Düsseldorf. Die Mannschaft, die 2023 und 2024 Meister der Liga wurde, trägt ihre Spiele in der Schauinsland-Reisen-Arena in Duisburg aus.
Das Team kooperiert mit den Düsseldorf Panther und den Seattle Seahawks.

## Geschichte
Das Team wurde am 25. September 2021 als eine der neuen Franchises für die zweite Saison der ELF vorgestellt. Das Franchise konnte aufgrund einer Vereinbarung der ELF mit der NFL aus dem März 2020 den Namen des ehemaligen Teams in der NFL Europa (1994 bis 2007) übernehmen.
Geschäftsführer ist Max Paatz, erste General Managerin war Patricia Klemm. Als Trainer für die erste Saison wurde Jim Tomsula verpflichtet, der 2006 auch Head Coach der Rhein Fire in der NFL Europe war.

### Saison 2022
Das erste Spiel absolvierte Rhein Fire am 5. Juni 2022 gegen den amtierenden ELF-Meister Frankfurt Galaxy. Vor der Rekordkulisse von 7525 Zuschauern konnte Rhein Fire die Wiederauflage des Deutschland-Derbys aus Zeiten der NFL Europe mit 29:26 für sich entscheiden. Beim ersten Heimspiel am 19. Juni 2022 gegen die Istanbul Rams stellte Fire mit 7895 Zuschauern selbst einen Zuschauerrekord auf und gewann das dritte Spiel in Folge. Die erste Niederlage gab es am 26. Juni 2022 zu Hause gegen die Barcelona Dragons. Neben den Dragons sollten die Hamburg Sea Devils die einzigen sein, gegen die Rhein Fire zwei Mal in der Saison 2022 verlor. Mit einem 23:21-Sieg zu Hause gegen die Galaxy am 21. August 2022 blieb Rhein Fire trotzdem im Play-off-Rennen. Dabei wurde mit 12.055 Zuschauern ein erneuter Zuschauerrekord für die reguläre Saison aufgestellt. Da sich die Dragons jedoch keinen Ausrutscher mehr leisteten, landete Rhein Fire hinter Barcelona auf Platz 2 der Southern Conference und verpasste knapp die Play-offs.

### Saison 2023
Im Oktober 2022 löste Tom Aust die bisherige GM Klemm ab. Für die Saison 2023 wurde Jim Tomsula als Head Coach verlängert. Unterstützt wurde er vom ehemaligen Head Coach der Barcelona Dragons Andrew Weidinger als Offensive Coordinator (OC).
Außerdem konnten wichtige Spieler verpflichtet werden, wie z. B. Anthony Mahoungou, Glen Toonga, Alejandro Fernández oder Flamur Simon. Gleichzeitig konnten wichtige Spieler wie Jadrian Clark, Nathaniel Robitaille oder Martin Pinter gehalten werden. Nachdem Nathaniel Robitaille sich nach wenigen Spielen verletzt hatte, wurde William Patterson nachverpflichtet.
Nachdem Rhein Fire in der Regular Season mit 12-0 ohne Niederlage geblieben war, konnte man sich im Halbfinale gegen die Frankfurt Galaxy im heimischen Stadion mit 42:23 durchsetzen. Gekrönt wurde diese perfekte Saison mit einem 53:34-Sieg im Finale gegen Stuttgart Surge, womit Rhein Fire zum Champion der European League of Football 2023 wurde. Düsseldorfs Oberbürgermeister Stephan Keller empfing am 28. September 2023 das Team, Helfer, Cheerleader und Owner im Rathaus. Beim Empfang trugen sich die Anwesenden in das Goldene Buch der Stadt Düsseldorf ein. Das Team feierte auf dem Düsseldorfer Rathausbalkon mit seinen Fans.

### Saison 2024
Einen Tag nach dem Championship Game gab Rhein Fire die Verpflichtung von Max Paatz als neuem General Manager bekannt. Paatz war zuvor in selber Position für die Hamburg Sea Devils tätig. Im Oktober wurden die Verträge von Headcoach Tomsula, OC Weidinger und DC Richard Kent um jeweils ein Jahr verlängert. Tomsula wird zudem zukünftig den Titel „President“ tragen, was ihn, neben Geschäftsführer Max Paatz, zu einem der Hauptverantwortlichen für die Weiterentwicklung der Franchise macht. Die Regular Season wurde mit elf Siegen und einer Niederlage beendet. Nachdem Rhein Fire im Wildcard Game die Madrid Bravos schlug, die ihnen die einzige Niederlage der Saison beigebracht hatten, wurde auch das Halbfinale gegen die Stuttgart Surge gewonnen. Im Finale in der Veltins-Arena auf Schalke, das von 41.364 Menschen besucht wurde, gewann Rhein Fire mit 51:20. Somit wurde Rhein Fire zum zweiten Mal in Folge Champion der European League of Football. Einen Tag vor dem Finale wurden bei den ELF Honors 2024 Richard Kent zum „Assistant Coach of the Year“ und Glen Toonga zum MVP der Regular Season ausgezeichnet.

## Trainer

### Head Coaches
| # | Name         | Zeitraum  | Regular Season | Regular Season | Regular Season | Regular Season | Play-offs | Play-offs | Play-offs |
| # | Name         | Zeitraum  | Spiele         | S              | N              | Siegquote      | Spiele    | S         | N         |
| - | ------------ | --------- | -------------- | -------------- | -------------- | -------------- | --------- | --------- | --------- |
| 1 | Jim Tomsula  | 2022–2025 | 39             | 31             | 8              | 0,795          | 5         | 5         | 0         |
| 2 | Richard Kent | 2025–     |                |                |                |                |           |           |           |

## Statistik

### Platzierungen
| Saison | Conf./Div. | Platz | Spiele | S  | N | SQ    | P+    | P−  | Diff | Conf | Serie              | Postseason                                                                                      | Zuschauer Ø |
| ------ | ---------- | ----- | ------ | -- | - | ----- | ----- | --- | ---- | ---- | ------------------ | ----------------------------------------------------------------------------------------------- | ----------- |
| 2022   | Southern   | 2.    | 12     | 7  | 5 | 0,583 | 346   | 314 | +32  | 4:2  | 3S‒2N‒1S‒2N‒ 3S‒1N | ‒                                                                                               | 8.755       |
| 2023   | Western    | 1.    | 12     | 12 | 0 | 1,000 | 540   | 199 | +341 | 8:0  | 12S                | HF Sieg: Frankfurt Galaxy (42:23) CG Sieg: Stuttgart Surge (53:34)                              | 9.814       |
| 2024   | Western    | 1.    | 12     | 11 | 1 | 0,917 | 476   | 174 | +302 | 9:1  | 2S‒1N‒9S           | WC Sieg: Madrid Bravos (40:10) HF Sieg: Stuttgart Surge (29:23) CG: Sieg Vienna Vikings (51:20) | 10.786      |
| 2025   | North      |       |        |    |   |       |       |     |      |      |                    |                                                                                                 |             |
| Summe  | Summe      | Summe | 36     | 30 | 6 | 0,833 | 1.362 | 687 | +675 | 21:3 |                    | Wildcard Game: 1-0 Halbfinale: 2-0 Championship Game: 2-0                                       | 9.836       |

(WC: Wildcard Game, HF: Halbfinale, CG: Championship Game)

### Direkter Vergleich
| Gegner             | erste Begegnung | Regular Season | Regular Season | Regular Season | Regular Season | Regular Season | Regular Season | Regular Season | Play-offs | Play-offs | Play-offs | Play-offs | Play-offs | Höchster Sieg   | Höchste Niederlage |
| Gegner             | erste Begegnung | Sp             | S              | N              | SQ             | P+             | P−             | Diff           | S         | N         | P+        | P−        | Diff      | Höchster Sieg   | Höchste Niederlage |
| ------------------ | --------------- | -------------- | -------------- | -------------- | -------------- | -------------- | -------------- | -------------- | --------- | --------- | --------- | --------- | --------- | --------------- | ------------------ |
| Barcelona Dragons  | 2022            | 2              | 0              | 2              | 0,000          | 36             | 50             | 0−14           |           |           |           |           |           | ‒               | 23:33 (2022)       |
| Berlin Thunder     | 2024            | 4              | 4              | 0              | 1,000          | 187            | 52             | +135           |           |           |           |           |           | 69:70 (2025)    | ‒                  |
| Cologne Centurions | 2022            | 6              | 6              | 0              | 1,000          | 284            | 64             | +220           |           |           |           |           |           | 62:3 (2023)     | ‒                  |
| Frankfurt Galaxy   | 2022            | 6              | 6              | 0              | 1,000          | 212            | 127            | 0+85           | 1         | 0         | 42        | 23        | +19       | 48:13 (2024)    | ‒                  |
| Hamburg Sea Devils | 2022            | 8              | 6              | 2              | 0,750          | 278            | 151            | +127           |           |           |           |           |           | 51:20 (2024)    | 15:42 (2022)       |
| Helvetic Guards    | 2023            | 2              | 2              | 0              | 1,000          | 94             | 17             | 0+77           |           |           |           |           |           | 51:00 (2023)    | ‒                  |
| Istanbul Rams      | 2022            | 2              | 2              | 0              | 1,000          | 92             | 44             | 0+48           |           |           |           |           |           | 42:12 (2022)    | ‒                  |
| Leipzig Kings      | 2022            | 2              | 1              | 1              | 0,500          | 59             | 51             | 00+8           |           |           |           |           |           | 28:17 (2022)    | 31:34 (2022)       |
| Madrid Bravos      | 2024            | 2              | 1              | 1              | 0,500          | 50             | 37             | 0+13           | 1         | 0         | 40        | 10        | +30       | 40:10 (2024 WC) | 10:22 (2024)       |
| Munich Ravens      | 2023            | 2              | 2              | 0              | 1,000          | 99             | 48             | 0+51           |           |           |           |           |           | 60:23 (2023)    | ‒                  |
| Nordic Storm       | 2025            | 2              | 1              | 1              | 0,500          | 51             | 44             | 00+7           |           |           |           |           |           | 27:19 (2025)    | 24:25 (2025)       |
| Paris Musketeers   | 2023            | 6              | 5              | 1              | 0,833          | 176            | 119            | 0+57           |           |           |           |           |           | 38:60 (2024)    | 07:31 (2025)       |
| Raiders Tirol      | 2025            | 2              | 1              | 1              | 0,500          | 52             | 59             | 00-7           |           |           |           |           |           | 34:24 (2025)    | 18:35 (2025)       |
| Stuttgart Surge    | 2023            |                |                |                |                |                |                |                | 2         | 0         | 82        | 57        | +25       | 53:34 (2023 CG) | ‒                  |
| Vienna Vikings     | 2024            | 2              | 1              | 1              | 0,500          | 40             | 38             | 00+2           | 1         | 0         | 51        | 20        | +31       | 51:20 (2024 CG) | 7:12 (2025)        |

Stand: 17. August 2025
Legende:
| Spiele       | Siege              | Niederlagen           |
| SQ Siegquote | P+ gemachte Punkte | P− gegnerische Punkte |

## Kader
| Abkürzungen der Spieler-Positionen im American Football | Abkürzungen der Spieler-Positionen im American Football |
| ------------------------------------------------------- | --- |
| Offense                                                 | QB – Quarterback \| RB – Runningback \| FB – Fullback \| TE – Tight End \| E/WR – Wide Receiver \| T – Tackle \| G – Guard \| C – Center |
| Defense                                                 | DT – Defensive Tackle \| DE – Defensive End \| NT – Nose Tackle \| LB – Linebacker \| ILB – Inside Linebacker \| MLB – Middle Linebacker \| OLB – Outside Linebacker \| CB – Cornerback \| NB – Nickelback \| FS – Free Safety \| SS – Strong Safety |
| Special Teams                                           | K – Kicker \| P – Punter \| KS – Kicking Specialist \| KOS – Kickoff Specialist \| LS – Long Snapper \| RS – Return Specialist \| KOR/KR – Kick Returner \| PR – Punt Returner \| PP – Punt Protector                                                |

## Sponsoren und Partner
Als Hauptsponsoren („Premium Partner“) der Rhein Fire fungieren die PSD-Bankgruppe, die König-Brauerei aus Duisburg, die Brenner Energie GmbH aus Ratingen (Dienstleister für Erneuerbare Energien) und die Duisburger pape internationale Spedition GmbH. Weitere Sponsoren sind die MVK Unternehmensberatung aus Düsseldorf, die Invictus Games, die HBH Logistics GmbH & Co. KG aus Stuhr, das Gelsenkirchener Telekommunikationsunternehmen GELSEN-NET und der Düsseldorfer Grill- und Grillzubehörhersteller BURNHARD. Die weitere Partnergruppe umfasst insgesamt 23 Unternehmen, darunter Schauinsland-Reisen, die Krankenkasse Barmer, Sinalco, der Sportausrüster Forelle, die Rheinische Post und Swapfiets.

## Number One Sportbetriebs GmbH
Betreiber von Rhein Fire ist die Number One Sportbetriebs GmbH. Deren Gründungsgesellschafter waren Martin Wagner, Rene Engel (über die RAE Holding GmbH), Markus Becker und Dirk Reiner. Kurz darauf kamen Ottogerd Karasch (über die Karasch Consulting GmbH), David Wallen und Daniel Thywissen (über die DAIVE Beratungs GmbH) hinzu und Markus Becker gab seine Anteile an Markus Fong (über die MF Beteiligungs GmbH) ab. Ende 2023 stieg Andre Missing (über die possibillTy holding GmbH) in die Gesellschaft ein. Seit Ostern 2024 ist mit Mirko Kürten der 9. Gesellschafter hinzugekommen.